# Maianthemum trifolium
Maianthemum trifolium är en sparrisväxtart som först beskrevs av Carl von Linné, och fick sitt nu gällande namn av Sloboda. Maianthemum trifolium ingår i släktet ekorrbärssläktet, och familjen sparrisväxter. Inga underarter finns listade i Catalogue of Life.